# St. Johannes Baptist (Baindt)

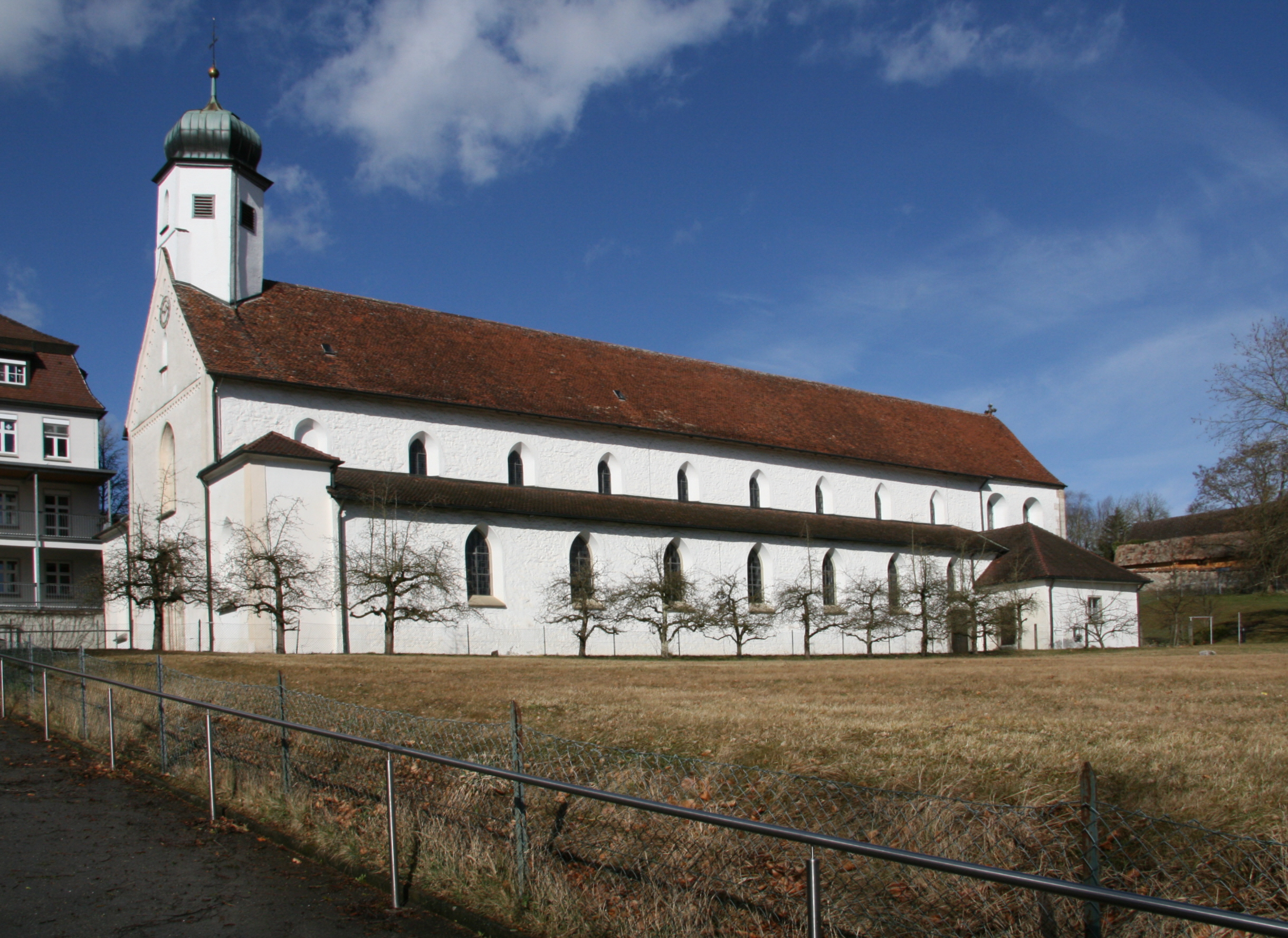
St. Johannes Baptist in Baindt

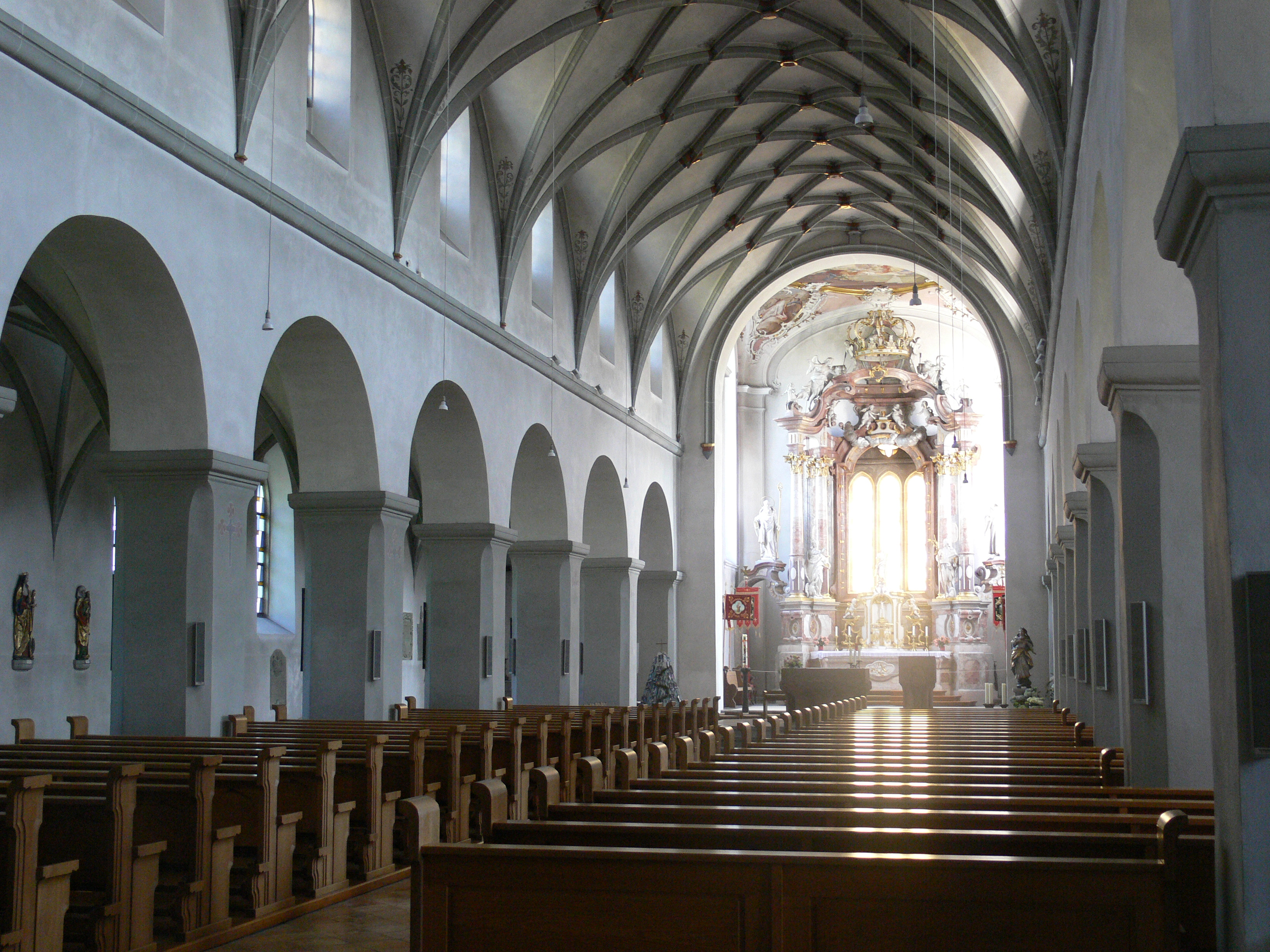
Innenansicht

Die römisch-katholische Pfarrkirche St. Johannes Baptist steht in Baindt, einer Gemeinde im Landkreis Ravensburg von Baden-Württemberg. Die kirchliche Gemeinde gehört zur Diözese Rottenburg-Stuttgart. Die Kirche ist als Denkmal beim Landesamt für Denkmalpflege Baden-Württemberg eingetragen. Das Gotteshaus wurde ursprünglich als Klosterkirche für die Zisterzienserinnen des Klosters Baindt errichtet.

## Beschreibung
Die dreischiffige Basilika wurde von 1241 bis 1275 errichtet. An das Langhaus schließt sich im Osten ein rechteckiger Chor an. Aus dem Satteldach des Mittelschiffs erhebt sich im Westen ein sechseckiger Dachreiter, in dem sich der Glockenstuhl befindet, und der mit einer Zwiebelhaube bedeckt ist. 
Die Deckenmalerei hat 1764 Franz Martin Kuen geschaffen. Zur Kirchenausstattung gehört ein Hochaltar aus Stuckmarmor, der 1763 von Johann Georg Dirr entworfen wurde. Das von Eustachius Gabriel gestaltete Altarretabel mit der Darstellung der Krönung Mariens wurde 1961 entfernt, um den Blick auf frühgotische Glasmalereien zu ermöglichen. Die Orgel wurde 2019 von Eduard Wiedenmann gebaut.